# Titularbistum Chimaera
Chimaera (ital.: Chimera) ist ein Titularbistum der römisch-katholischen Kirche. 
Es geht zurück auf ein früheres Bistum in der Stadt Himara in Albanien. Das Bistum gehörte der Kirchenprovinz Achrida an.
| Titularbischöfe von Chimaera |                             |                                                       |                   |               |
| Nr.                          | Name                        | Amt                                                   | von               | bis           |
| 1                            | François Joseph Maurer CSSp | Apostolischer Vikar von Iles Saint-Pierre et Miquelon | 16. November 1970 | 5. April 2000 |
| 2                            | José de Jesús Quintero Díaz | Apostolischer Vikar von Leticia (Kolumbien)           | 23. Oktober 2000  |               |